# Xu Jian
Xu Jian (chiń. 徐坚, ur. 20 lutego 1956) – chiński dyplomata.

## Życiorys
Przebywał kilkukrotnie na placówce w Bukareszcie (1979–1983, 1989–1993, 1996–1999). W MSZ Chin na stanowiskach m.in. naczelnika wydziału w Departamencie Europy Wschodniej i Azji Środkowej (1993-1996), zastępcy dyrektora tegoż Departamentu (1999-2001). Od 2007 do 2012 dyrektor Departamentu Kontroli MSZ ChRL. Pełnił stanowiska ambasadora nadzwyczajnego i pełnomocnego ChRL w Republice Słowenii (2001–2003), w Rumunii (2003–2007) oraz w Polsce (2012–2018).
Kończąc swoją misję dyplomatyczną w Polsce w lutym 2018 został odznaczony przez prezydenta RP Andrzeja Dudę Krzyżem Komandorskim z Gwiazdą Orderu Zasługi Rzeczypospolitej Polskiej.